# Брудерхайм
Bruderheim /ˈbruːdərhaɪm/ — город в городской агломерации Эдмонтон в провинции Альберта, Канада. Расположен к северу от пересечения автомагистралей 15 и 45, примерно в 47 км к северо-востоку от Эдмонтона.
Название города образовано от двух немецких слов: «Bruder», что означает брат, и суффикса «-heim», означающего дом. На английском это переводится как «Дом брата».

## История
Здесь упал знаменитый Брудерхаймский метеорит 4 марта 1960 года.
Арена Брудерхейма служила местом съемок фильма 2005 года «Санта-киллер».
По данным переписи населения 2016 года, проведенной Статистическим управлением Канады, в городе Брудерхайм было зарегистрировано 1308 человек.